# Казаки России
«Казаки России» — государственный театр танца города Липецка под руководством Народного артиста России Леонида Милованова.

## Описание
Коллектив был основан в Липецке в 1990 году Народным артистом России Леонидом Миловановым. Костяк коллектива составляли танцоры из Ставрополя и Кубани. В 1991 году ансамбль впервые выступил в ГЦКЗ «Россия».

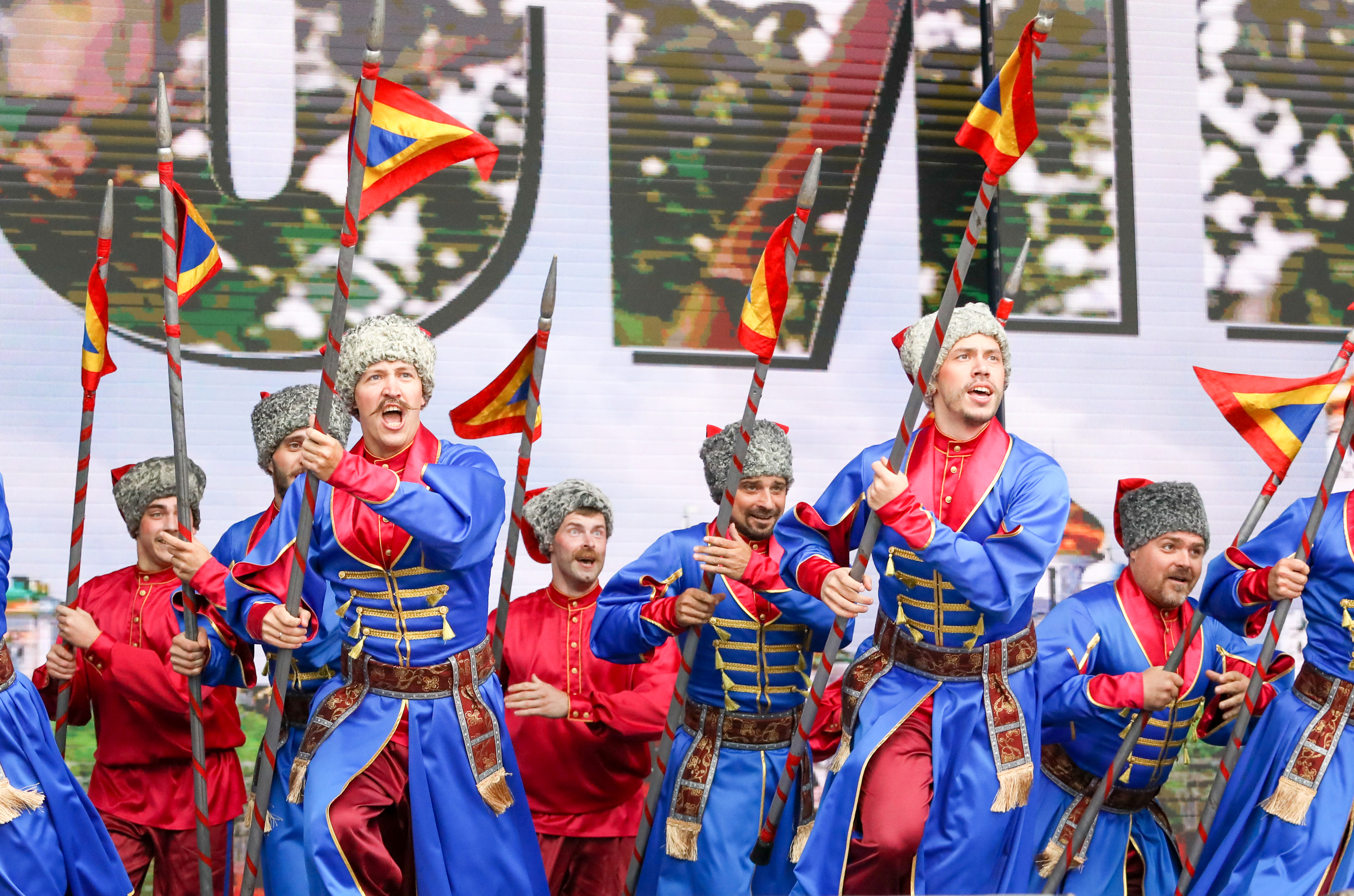
Государственный театр танца «Казаки России» на фестивале «Русское поле» – 2023 в Москве

Леонид Милованов по сей день является главным балетмейстером и руководителем театра танца; коллектив насчитывает более 100 человек. Репертуаром театра танца являются казачьи народные пляски такие как: "Казачья праздничная", "Хоперцы"; "Черкесска", "Ой, вы, цыгане" и др.,  и песни: «Не для меня придёт весна»; «Шёл казак на побывку домой»; «На Урале, на Кубани" и другие. Руководителем вокальной группы является заслуженная артистка России Галина Милованова. Балетмейстер-репетитор —  заслуженный артист России Максут Кубанов.
В 2016 году накануне 9 мая вокальная группа театра танца записала марш «Вечно живые», посвященный шествию "Бессмертный полк",  и включила песню в сольную программу на Поклонной горе. Его исполнили девять человек в сопровождении музыкального оркестра. Автор музыки и текста российский лингвист, профессор Ефим Пассов высоко оценил работу коллектива.
В преддверии 220-летия со дня рождения великого русского поэта А. С. Пушкина государственный театр танца «Казаки России» создал вокально-хореографическую постановку по роману «Капитанская дочка», действие которого происходит во время восстания Емельяна Пугачева с элементами драматургии, на основе синтеза современной музыки, казачьего музыкального наследия, народного и современного хореографического искусства.

## Международное признание
Ансамбль выступал более чем в 30 странах мира (США, , Югославия, Испания и другие) и завоёвывал призовые места на международных фестивалях и конкурсах.
В 2001 году ансамбль выступал на Эдинбургском фестивале «Military Tattoo» на котором присутствовала английская королева Елизавета II, после чего она пригласила артистов к себе на приём. Шотландская газета «The Scotsman» впоследствии так отзывалась о выступлении: «Забудьте Риверданс. Эта группа достойна считаться лучшей в мире».
В 2002 году «Казаки России» провели 22 сольных концерта на сцене лондонского театра «Peacock». The Daily Telegraph отозвалась о событии так: «Их шоу лучше назвать одним словом — сногсшибательно». Газета The Times же написала, что коллектив работает со «скоростью торнадо», в программе «множество карикатурного юмора», «доли романтики, окутывающей танцевальные пары».
В 2003 году ансамбль проходил с турне по 28-ми городам Великобритании. В 2004 году дал 35 концертов в Великобритании. Концерты транслировались телекомпанией BBC.
В 2005 году ансамбль выступил в Северной Корее на XXIII международном фестивале искусства «Апрельская весна» и был назван лучшим в номинациях «За сольное исполнение танцевального номера», «За хореографическую постановку танцевального номера» и «За оркестровое исполнение».
В 2012 году ансамбль выступил в Северной Корее на 100-летие со дня рождения Ким Ир Сена. В мае ансамбль выступил в Букингемском дворце по приглашению английской королевы Елизаветы II в честь празднования 60-летия её правления.
В 2014 году «Казаки России» выступили в культурной программе Олимпиады-2014 в Сочи. За эти выступления коллектив был награждён памятной Грамотой от президента МОК Томаса Баха и президента Оргкомитета XXII зимних Олимпийских игр Дмитрия Чернышенко.